# Institut für Zellphysiologie (DAW)
Das Institut für Zellphysiologie der Deutschen Akademie der Wissenschaften zu Berlin (DAW) war in der Deutschen Demokratischen Republik (DDR) ein außeruniversitäres Forschungsinstitut mit Sitz in Berlin-Buch.
Es entstand am 1. Oktober 1961 aus dem Bereich Zellphysiologie des 1947 in Buch gegründeten Instituts für Medizin und Biologie. Als erster Direktor des Instituts fungierte Erwin Negelein. Sein Nachfolger nach seinem altersbedingten Ausscheiden wurde 1964 Heinz Bielka, der zuvor ab 1962 als stellvertretender Direktor am Institut für Experimentelle Krebsforschung der Akademie tätig gewesen war.
Mit Wirkung vom 1. Januar 1972 entstand aus dem Institut sowie den Akademie-Instituten für Biochemie, für Biophysik und für Pharmakologie das Zentralinstitut für Molekularbiologie (ZIM). Aus dem ZIM sowie den ebenfalls in Berlin-Buch ansässigen Zentralinstituten für Krebsforschung und für Herz-Kreislaufforschung ging nach der deutschen Wiedervereinigung mit Beginn des Jahres 1992 das Max-Delbrück-Centrum für Molekulare Medizin hervor.